# Without a Net
Without a Net ist ein Livealbum der Band Grateful Dead.

## Geschichte
Das Album enthält Songs von Liveauftritten von Oktober 1989 bis April 1990 und wurde im September 1990 über das Label Arista Records veröffentlicht. Das Album wurde in dreierlei Form veröffentlicht: als Doppel-CD, Doppel-Kassette oder Dreier-LP.
Da sich das vorherige Album Built to Last nicht als der Erfolg erwies, den man sich erhofft hatte, besann sich die Band wieder auf ihre Livequalitäten. So ist Without a Net das erste von acht Livealben, die bis zum Tod vom Bandleader Jerry Garcia im August 1995 veröffentlicht werden sollten. Auch nach seinem Tod nahmen die restlichen Bandmitglieder keine weiteren Studioalben auf, sondern veröffentlichten Zusammenschnitte von alten Liveshows oder von neuen unter anderem Namen. Without a Net ist zudem das letzte Album der Reihe mit Garcia, das unmittelbar nach der Tournee veröffentlicht wurde. Alle anderen Alben enthalten Songs von älteren Auftritten bis zurück in die 1970er Jahre.
Without a Net ist seit neun Jahren das erste Livealbum der Band. Die vorherigen Livealben waren Reckoning und Dead Set. Es ist zudem das erste Album, welches direkt für CD eingespielt wurde, so dass die Band die längere Abspielzeit ausnutzen konnte. Im Gegensatz zu anderen Livebands nutzte Grateful Dead seit jeher technologischen Fortschritt für ihre Aufnahmen aus, was auch daran lag, dass ihre Improvisationsphasen oftmals zu lang für eine Seite einer Schallplatte waren.
Nach Europe ’72 gilt Without a Net als klangvollstes Livealbum und erreichte innerhalb von zwei Monaten Goldstatus. Doch im Gegensatz zu Europe '72 enthält Without a Net kein neues Material. Bis auf zwei Songs sind die anderen schon auf anderen Alben enthalten oder gehören zum Live-Repertoire der Band. Diese beiden Songs sind Coversongs. Dear Mr. Fantasy stammt von der Band Traffic von ihrem Debütalbum Mr. Fantasy, Walkin' Blues stammt aus dem Jahr 1936 und von Robert Johnson.
Das Cover stammte wieder vom psychedelischen Künstler Rick Griffin.
Das Album ist Clifton Hanger gewidmet. Unter diesem Namen hat sich Brent Mydland während der Tour in Hotels eingetragen. Without a Net war das letzte Album mit Mydland. Er verstarb in der Bearbeitungsphase des Albums am 26. Juli 1990 an einer Überdosis eines Kokain-Morphingemisches. Zuerst wurde er durch Bruce Hornsby und schließlich durch Vince Welnick ersetzt.

## Titelliste

### 1990 CD

#### Seite 1
1. Feel Like a Stranger (Barlow, Weir) – 7:32
2. Mississippi Half-Step Uptown Toodleloo (Garcia, Hunter) – 8:00
3. Walkin’ Blues (Robert Johnson) – 5:44
4. Althea (Hunter, Garcia) – 6:55
5. Cassidy (Barlow, Weir) – 6:36
6. Bird Song (Hunter, Garcia) – 12:57
7. Let It Grow (Barlow, Weir) – 11:55

#### Seite 2
1. China Cat Sunflower / I Know You Rider (Hunter, Garcia) – 10:24
2. Looks Like Rain (Barlow, Weir) – 8:04
3. Eyes of the World (Hunter, Garcia) – 16:14
4. Victim or the Crime (Gerrit Graham, Bob Weir) – 8:04
5. Help on the Way/Slipknot!/Franklin's Tower (Hunter, Garcia/Grateful Dead/Hunter, Garcia, Kreutzmann) – 19:07
6. One More Saturday Night (Weir) – 4:51
7. Dear Mr. Fantasy (Capaldi, Winwood, Wood) – 5:44

## Kommerzieller Erfolg

### Chartplatzierungen
| ChartsChartplatzierungen       | Höchstplatzierung | Wochen |
| ------------------------------ | ----------------- | ------ |
| Vereinigte Staaten (Billboard) | 43 (12 Wo.)       | 12     |

### Auszeichnungen für Musikverkäufe
| Land/Region               | Auszeichnungen für Musikverkäufe (Land/Region, Auszeichnung, Verkäufe) | Verkäufe |
| ------------------------- | ---------------------------------------------------------------------- | -------- |
| Vereinigte Staaten (RIAA) | Gold                                                                   | 500.000  |
| Insgesamt                 | 1× Gold ·                                                              | 500.000  |